# ناندهاکومار سکر
ناندهاکومار سکر (انگلیسی: Nandhakumar Sekar؛ زادهٔ ۲۰ دسامبر ۱۹۹۵) بازیکن فوتبال است.
از باشگاه‌هایی که در آن بازی کرده‌است می‌توان به باشگاه فوتبال چنای سیتی اشاره کرد.
وی همچنین در تیم‌های ملی فوتبال زیر ۲۳ سال هند و هند بازی کرده‌است.